# Évence de Rome
Saint Évence est un prêtre romain martyrisé au IIIe siècle ou IVe siècle avec le pape et saint Alexandre Ier et saint Théodule, enterré en l’église Sainte-Sabine à Rome.